# Nguyễn Hữu Dánh
Nguyễn Hữu Dánh tại (xã Tiến Hóa, huyện Tuyên Hóa, tỉnh Quảng Bình) là tướng lĩnh Công an nhân dân Việt Nam, hàm Thiếu tướng. Ông nguyên là Phó Cục trưởng Cục Cảnh sát giao thông, Bộ Công an (Việt Nam).

## Tiểu sử
Nguyễn Hữu Dánh sinh ra và lớn lên, quê quán ở xã Tiến Hóa, huyện Tuyên Hóa, tỉnh Quảng Bình.
Tháng 12 năm 2010, Nguyễn Hữu Dánh là Đại tá, Phó cục trưởng Cục CSGT đường bộ - đường sắt (C67), Bộ Công an.
Tháng 7 năm 2015, Nguyễn Hữu Dánh cùng với Nguyễn Ngọc Tuấn là hai Phó Cục trưởng Cục Cảnh sát giao thông, Bộ Công an (Việt Nam) được Chủ tịch nước Việt Nam phong quân hàm Thiếu tướng Công an nhân dân Việt Nam.
Ông đã nghỉ hưu trước năm 2018.